# 萨尔迪莱塞皮里
萨尔迪莱塞皮里（法語：Sardy-lès-Épiry，法語發音：[saʁdi lɛ.z‿epiʁi]，意为“埃皮里附近的萨尔迪”）是法国涅夫勒省的一个市镇，属于克拉姆西区。

## 地理
萨尔迪莱塞皮里（47°11'35"N, 3°42'0"E）面积15.37 平方千米，位于法国勃艮第-弗朗什-孔泰大區涅夫勒省，该省份为法国中部省份，北至约讷省，西北接卢瓦雷省，西接谢尔省，南至阿列省，东南接索恩-卢瓦尔省，东临科多尔省。
与萨尔迪莱塞皮里接壤的市镇（或旧市镇、城区）包括：科尔比尼、巴祖瓦地区欧奈、阿尚、塞尔翁、拉科朗塞勒、埃皮里、约讷河畔穆龙、帕济。

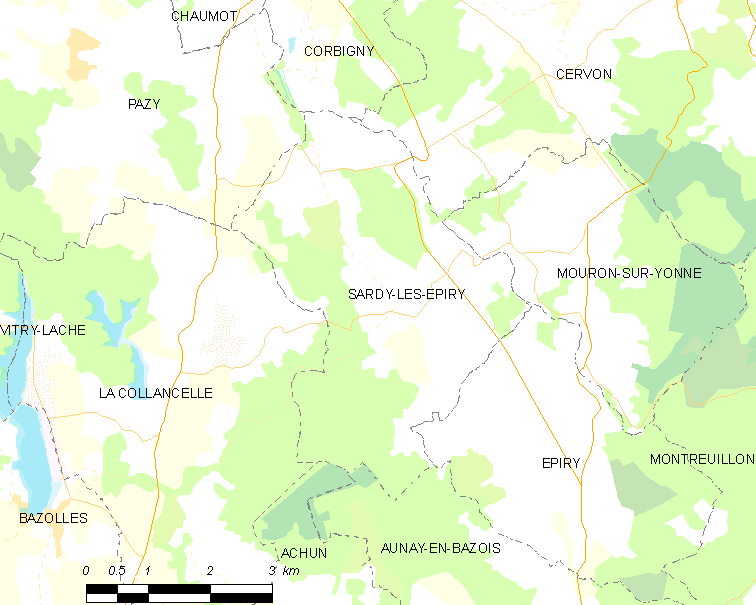
萨尔迪莱塞皮里的OSM定位图

萨尔迪莱塞皮里的时区为UTC+01:00、UTC+02:00（夏令时）。

## 行政
萨尔迪莱塞皮里的邮政编码为58800，INSEE市镇编码为58272。

## 政治
萨尔迪莱塞皮里所属的省级选区为科尔比尼县。

## 人口

1962-2008年间萨尔迪莱塞皮里人口变化图示

萨尔迪莱塞皮里于2022年1月1日时的人口数量为113人。